# Clavy-Warby
Clavy-Warby és un municipi francès situat al departament de les Ardenes i a la regió del Gran Est. L'any 2007 tenia 350 habitants.

## Demografia

### Població
El 2007 la població de fet de Clavy-Warby era de 350 persones. Hi havia 140 famílies de les quals 36 eren unipersonals (20 homes vivint sols i 16 dones vivint soles), 36 parelles sense fills, 60 parelles amb fills i 8 famílies monoparentals amb fills.
La població ha evolucionat segons el següent gràfic:
Habitants censats

### Habitatges
El 2007 hi havia 158 habitatges, 144 eren l'habitatge principal de la família, 7 eren segones residències i 7 estaven desocupats. 145 eren cases i 11 eren apartaments. Dels 144 habitatges principals, 116 estaven ocupats pels seus propietaris, 24 estaven llogats i ocupats pels llogaters i 4 estaven cedits a títol gratuït; 4 tenien dues cambres, 11 en tenien tres, 23 en tenien quatre i 106 en tenien cinc o més. 125 habitatges disposaven pel capbaix d'una plaça de pàrquing. A 47 habitatges hi havia un automòbil i a 89 n'hi havia dos o més.

### Piràmide de població
La piràmide de població per edats i sexe el 2009 era:
| Homes | Edats   | Dones |
| ----- | ------- | ----- |
| 0     | 95 o +  | 0     |
| 0     | 90 a 94 | 8     |
| 0     | 85 a 89 | 0     |
| 0     | 80 a 84 | 8     |
| 0     | 75 a 79 | 8     |
| 8     | 70 a 74 | 4     |
| 8     | 65 a 69 | 0     |
| 8     | 60 a 64 | 12    |
| 12    | 55 a 59 | 4     |
| 8     | 50 a 54 | 12    |
| 4     | 45 a 49 | 20    |
| 24    | 40 a 44 | 16    |
| 12    | 35 a 39 | 8     |
| 28    | 30 a 34 | 28    |
| 12    | 25 a 29 | 0     |
| 4     | 20 a 24 | 4     |
| 16    | 15 a 19 | 0     |
| 16    | 10 a 14 | 16    |
| 36    | 5 a 9   | 16    |
| 16    | 0 a 4   | 0     |

## Economia
El 2007 la població en edat de treballar era de 242 persones, 187 eren actives i 55 eren inactives. De les 187 persones actives 173 estaven ocupades (90 homes i 83 dones) i 14 estaven aturades (6 homes i 8 dones). De les 55 persones inactives 25 estaven jubilades, 21 estaven estudiant i 9 estaven classificades com a «altres inactius».

### Ingressos
El 2009 a Clavy-Warby hi havia 142 unitats fiscals que integraven 363 persones, la mediana anual d'ingressos fiscals per persona era de 20.242 €.

### Activitats econòmiques
Dels 8 establiments que hi havia el 2007, 1 era d'una empresa de fabricació d'altres productes industrials, 3 d'empreses de construcció, 1 d'una empresa de transport, 2 d'empreses d'informació i comunicació i 1 d'una empresa immobiliària.
Dels 2 establiments de servei als particulars que hi havia el 2009, 1 era un paleta i 1 fusteria.
L'any 2000 a Clavy-Warby hi havia 7 explotacions agrícoles.

## Poblacions més properes
El següent diagrama mostra les poblacions més properes.